# Picumnus subtilis
Picumnus subtilis е вид птица от семейство Picidae.

## Разпространение
Видът е разпространен в Бразилия и Перу.